# Östlig tofspärlhöna
Östlig tofspärlhöna (Guttera pucherani) är en fågel i familjen pärlhöns inom ordningen hönsfåglar. Den förekommer i skogar och buskmarker i Östafrika. Fram tills nyligen behandlades de tre arterna tofspärlhönor som en och samma art. Beståndet anses vara livskraftigt.

## Utseende och läte
Östlig tofspärlhöna är en svart hönsfågel med kraftig kropp och litet huvud. Fjäderdräkten är täckt av prydliga rader med hundratals blåvita fläckar. På huvudet syns en tupéliknande tofs, bart ansikte med blått på huvud och halsen rött runt ögat, blodrött öga och elfenbensvit näbb.
Den är mycket lik både västlig tofspärlhöna och sydlig tofspärlhöna. Västlig tofspärlhöna saknar det röda runt ögat men har istället röd bar hud på strupen och ett brett svart halsband. Ögonen är bruna. Sydlig tofspärlhöna är svartaktig på huvudet utan isnlag av rött, med ett brunvitt hudveck i nacken, ett svart eller kastanjebrunt och svart halsband samt röda ögon. Liknande hjälmpärlhönan saknar huvudtofs och har istället en benliknande kask på huvudet. Varningslätet liknar hjälmpärlhönans, men är mer metalliskt.

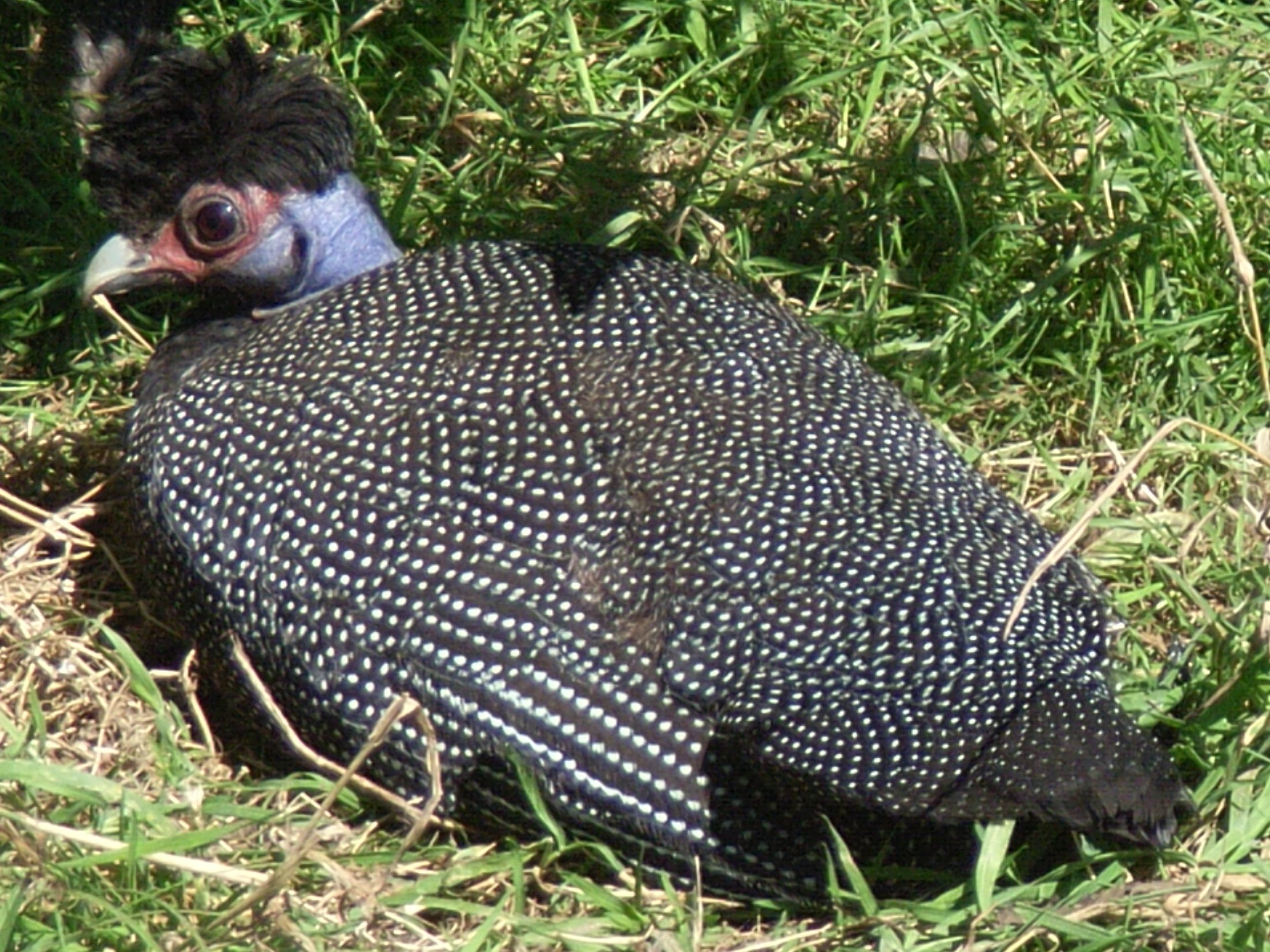

## Utbredning och systematik
Östlig tofspärlhöna förekommer från Somalia till Tanzania samt på Zanzibar och Tumbatu Island. Den behandlas som monotypisk, det vill säga att den inte delas in i några underarter. Tidigare inkluderades västlig tofspärlhöna (Guttera verreauxi) och sydlig tofspärlhöna (Guttera edouardi) i arten, som då kallades enbart tofspärlhöna på svenska. Dessa båda urskildes dock 2016 som egna arter av BirdLife International, 2022 av tongivande eBird/Clements och 2023 av International Ornithological Congress.

## Levnadssätt
Tofspärlhönan hittas i skogsområden och buskmarker. Där födosöker den på marken efter bär, frön och andra vegetabilier.

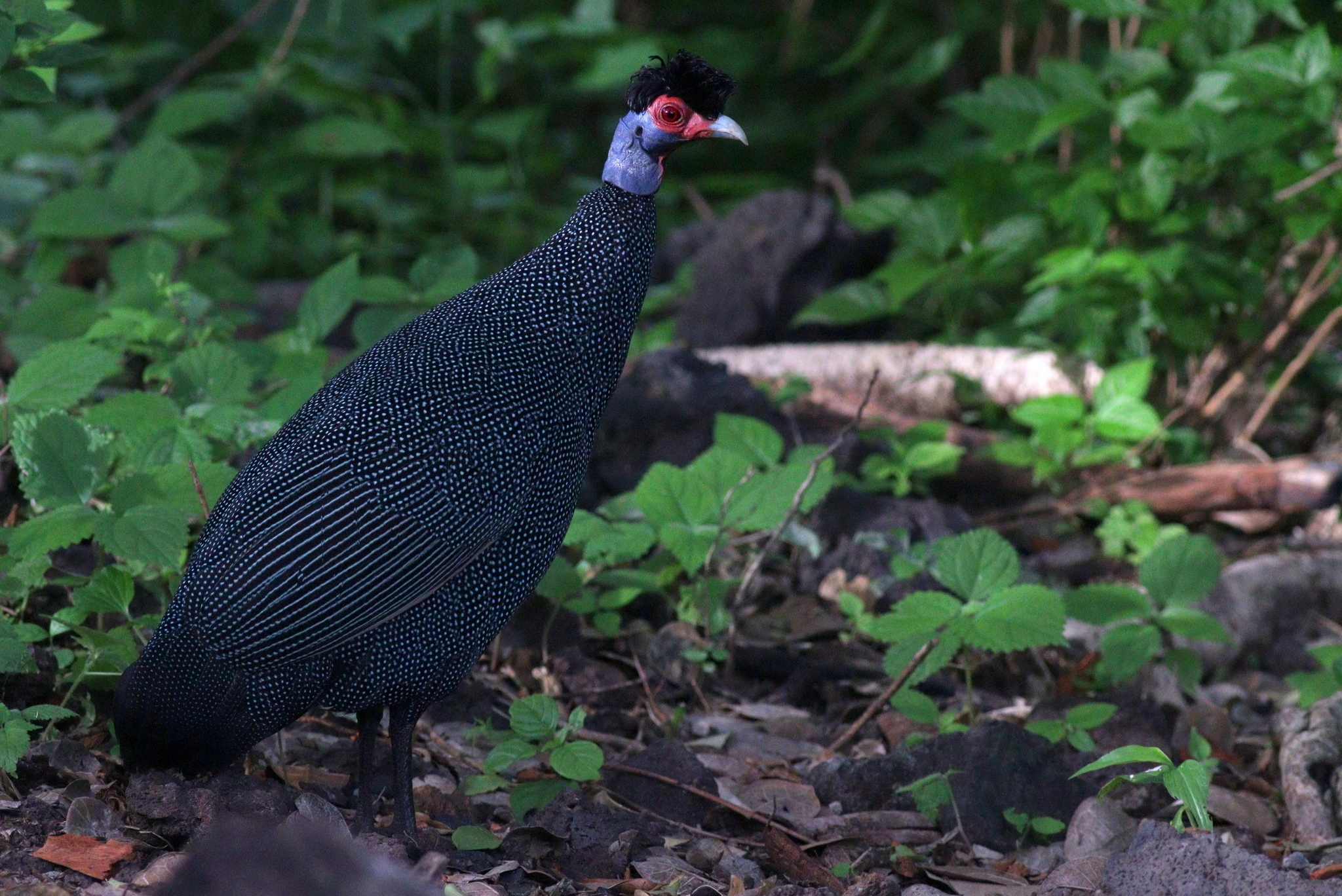

## Status
Arten har ett stort utbredningsområde och beståndet anses vara stabilt. Internationella naturvårdsunionen IUCN listar den därför som livskraftig (LC).

## Namn
Fågelns vetenskapliga artnamn hedrar Jacques Pucheran (1817-1894), fransk zoolog och upptäcktsresande.